# Paria dei cieli
Paria dei cieli (Pebble in the Sky) è un romanzo di fantascienza dello scrittore Isaac Asimov pubblicato nel 1950. Primo capitolo del ciclo dell'Impero Galattico, riprende e amplia un racconto dello stesso autore di qualche anno prima, Grow Old With Me (letteralmente: "Invecchia con me"), rifiutato da diverse case editrici e rimasto inedito, nella sua stesura originale, fino agli anni ottanta.
Con Paria dei cieli si chiude la trilogia dell'Impero Galattico, la cui successiva decadenza è parte integrante delle vicende del Ciclo della Fondazione.

## Trama
Joseph Schwarz, un modesto sarto ebreo in pensione nella Chicago del Secondo Dopoguerra, si trova a passeggio nei giardini della locale università, presso il Dipartimento di Fisica, quando a seguito di piccolo incidente durante un esperimento in un vicino laboratorio, egli viene investito da un lampo luminoso e catapultato in un futuro remotissimo. Il malcapitato si trova in una Terra arida e semi desertica e i pochi abitanti parlano una lingua a lui incomprensibile.
È il nono secolo dalla proclamazione dell'Impero galattico e il nostro è un mondo periferico, radioattivo e dimenticato.
Nel frattempo giunge da Sirio l'archeologo Bel Arvardan, giovane e idealista, convinto di rinvenirvi le tracce originarie della specie umana.
Schwartz trova ricovero presso una coppia di contadini che lo credono un mentecatto; dal momento che necessitano di braccia per i campi, lo conducono all'Istituto di Neurologia del dottor Shekt, per essere sottoposto al trattamento di un'apparecchiatura sperimentale semi segreta, atta a potenziare l'apprendimento umano.
Ripresosi in pochi giorni, Schwartz si rende conto di essere una cavia e fugge via. Arvardan nel frattempo compie un giro delle principali città della Terra, ridotte a poco più che villaggi. Apprende della crudele tradizione dell'eutanasia per gli individui giunti al sessantesimo anno di età, ha discussioni animose con dei locali e infine si imbatte in Pola, la figlia del dottor Shekt, della quale resta affascinato, aiutandola a recuperare lo spaurito Schwartz.
Di nuovo a casa del contadino, lo sfortunato impara rapidamente la lingua dell'epoca e apprende diversi particolari che gli chiariscono quanto accadutogli; al tempo stesso, si rende conto di aver acquisito la misteriosa facoltà di entrare in contatto con le menti altrui. Realizzando con terrore che la sua presenza è illegale in quanto ha superato da tempo i sessant'anni, egli tenta di fuggire.
Schwartz viene catturato dal perfido Balkis, membro della Società degli Anziani e Segretario del Gran Ministro terrestre, che lo faceva sorvegliare assieme ad Arvardan e Shekt, ritenendoli spie dell'Impero. Prima di essere imprigionati, però, Arvardan, Shekt e Pola scoprono che Balkis è a capo di una cospirazione volta a diffondere per la Galassia un virus mutante, innocuo per i terrestri ma letale per tutti gli "esterni".
Con l'aiuto dei poteri mentali di Schwartz, gli ostaggi riescono a liberarsi e consegnare Balkis alle autorità imperiali. La popolazione terrestre insorge per il rilascio del suo ministro che il procuratore imperiale Ennius, senza un riscontro e scettico sulla storia del complotto, è pronto a disporre.
Non resta a Schwartz che farsi allontanare da tutti gli altri e stroncare il complotto personalmente, sfruttando i propri poteri. L'arrogante Balkis, convinto del proprio trionfo, dichiara al procuratore il suo piano ma una volta appreso lo smacco viene imprigionato. L'umanità è salva.

## Temi e ambientazione
Nel romanzo si intrecciano diversi temi ricorrenti nelle opere di fantascienza dell'autore: i viaggi nel tempo, la Terra radioattiva (Schwartz ipotizza un remoto conflitto nucleare ma solo decenni dopo Asimov ne chiarirà le cause), gli odi e le discriminazioni razziali (i terrestri sono emarginati e ghettizzati sulla Terra, da qui l'auto imposizione delle leggi demografiche), i poteri telepatici (vedi il robot Giskard nel ciclo dei Robot).
Lo scenario temporale in cui viene proiettato il protagonista è il nono secolo dell'Era Galattica, segnato dal massimo splendore dell'Impero di Trantor, un'epoca di pace e prosperità ispirata all'età augustea dell'Impero romano. Sono presenti infatti richiami evangelici con tanto di popolo perseguitato e ribelle, in attesa di un avvento messianico. Un popolo governato ora da un procuratore con mandato imperiale, ora da una casta sacerdotale conservatrice. L'arrivo salvifico di Schwartz, i quali poteri impongono la pace tra i Terrestri e l'Impero, conciliano le visioni di un messia cristiano ed ebraico.
Dagli elementi scarsi raccolti dal protagonista nel colloquio con il capofamiglia ospite, si deduce un salto temporale nell'ordine del centinaio di migliaia di anni, distanza suffragata da alcune sue peculiarità anatomiche definite "fossili" dal Dottor Shekt, come pelo facciale, appendice e denti del giudizio. Della lingua inglese, oramai estinta, rimangono delle tracce su dei reperti archeologici rinvenuti su altri sistemi e risalenti a cinquemila anni prima.

## Contesto scientifico e culturale
Nel novembre del 1982 l'autore scrisse una breve postilla sul contenuto scientifico di questo romanzo, dichiarando che all'epoca della stesura, pochi anni dopo i bombardamenti di Hiroshima e Nagasaki, gli effetti delle radiazioni sui viventi non erano noti, immaginando che l'Umanità potesse comunque sopravvivere. Asimov si scusa per la licenza poetica involontaria, in quanto l'inquinamento da radiazioni è un elemento essenziale per la trama.
Nel capitolo 11, il protagonista sospetta di trovarsi ancora sulla Terra nonostante sia irriconoscibile, ad esempio il clima costante e l'assenza di neve sulle montagne, a causa del surriscaldamento da radioattività. Chiedendo alcune delucidazioni al capofamiglia Grew, egli apprende dell'esistenza di un sesto pianeta con anelli e di un decimo, ipotizzato dagli astronomi all'epoca della stesura, con lo studio delle perturbazioni delle orbite dei pianeti esterni.

## Edizioni
- Isaac Asimov, Pebble in the Sky, 1950.
- Isaac Asimov, Paria dei cieli, traduzione di Sem Schlumper, collana Urania n° 20, Arnoldo Mondadori Editore, 1953.
- Isaac Asimov, Paria dei cieli, traduzione di Ugo Malaguti, I Classici della Fantascienza 7, Arnoldo Mondadori Editore, 1972.
- Isaac Asimov, Paria dei cieli, traduzione di Sem Schlumper, collana Urania Classici n° 95, Arnoldo Mondadori Editore, 1985.
- Isaac Asimov, Paria dei cieli, traduzione di Giuseppe Lippi, Oscar Mondadori 2070, Arnoldo Mondadori Editore, 1988.

Una prima stesura del racconto intitolata "Invecchia con me" e rifiutata dagli editori, venne ripresa negli anni 80 e pubblicata nella raccolta Fantasimov, traduzione di Gaetano Staffilano.